# かよえ!チュー学
『かよえ！チュー学』（かよえ チューがく）は、東海テレビで放送されていた5分枠の短編アニメーション。略称は、「かよチュー」。

## 概要
通常は東海地方のとある中学2年生5人組が繰り広げる日常を描いている。基本的に関西出身の転校生、ワダが転校先の中学校やその周辺で起こることにツッコむところを中心に描かれている。
登場人物の名前のほとんどは愛知県名古屋市を本拠地とする中日ドラゴンズに在籍している（または番組開始の2011年時点で在籍していた）選手名が付けられているが、直接の関係はない。たまに5人と関係ない人物が登場する作品もある。放送は5分枠だが、作品には「1作品50秒」という取り決めがある。

## 放送
東海テレビでの放送時間は月～木曜日の深夜24時（火～金曜日の午前0時）35分。深夜帯のためこれより遅くなることもある。最終回の時点では、月 - 火に新作を放送。水曜日は番組オリジナルソングを放送。木曜日は番組関係者や有名人からリクエストがあった過去の作品を再放送していた。また、YouTubeに公式チャンネルを持ち、放送後1時間程度で動画配信が行われるので、東海テレビのエリア外での視聴も可能だった。（インターネットとの連携を参照）
年末年始は放送休止となるが、その間に1時間の特別番組が編成された。
当初は2011年4月に放送開始予定で、同年3月11日に初めて収録が行われる予定だったが、東日本大震災により延期された。
東海テレビ以外では、BS11が改編期にAnime+の時間帯で「かよえ!チュー学スペシャル」として過去の作品を30分にまとめて放送することがある。また、TwellVで放送の「鷹の爪団の楽しいテレビ」の中でも数本放送していた。なお、貞子3D・貞子3D2とコラボレーションした回は、関西テレビとテレビ静岡でも放送された。
本放送終了後の2014年4月7日から2015年3月23日にかけての毎週月曜日午前4時55分に、東海テレビで過去に放送された作品3本の再放送を行った。

## 登場人物

### 5人組
全員2年2組。生年は1998年4月2日～1999年4月1日の間に設定されているが、新年度に入っても進級せず2年のままである。また、作中では一部を除いて常に季節や場所を問わず冬季の制服を着用している。一人ひとりにイメージカラーが割り当てられており、Ｔシャツやタイトルロゴ、オープニングはその色を基調とする場合が大半である。名前は苗字のみで、正式名は公開されていない。
ワダ（由来：和田一浩）
声 - 那須晃行（なすなかにし）
イメージカラー レッド
関西の中学校からの転校生。一人称は「俺」。制服の第一ボタンを開いてる。関西仕込みのボケをかますつもりが、個性的なクラスメイト4人（特にモリノ）にツッコミまくる日々を送っている（ワダがボケに回る場面も度々ある）。髪型にこだわりがあり、周りから「もっこりヘアー」と呼ばれてる。一人エアシンバルが趣味(演奏はできない)。歌が上手で、部屋で一人カラオケしている(第222回「カラオケ」では、和田繋がりで「あの鐘を鳴らすのはあなた」を熱唱していた)。一時期、自分のツッコミとしての立ち位置に不安を感じスランプに陥ったが現在は回復している。テストで4点を取ったことがあるので、あまり成績は良くないようだ。私服のセンスがないと他の4人からいじられているが、本人は気にしてない。最近では、私服以外の趣味も悪くなっている。ツッコミのし過ぎで骨折したことがある。関西弁で喋るため標準語には慣れない。食べた後すぐ寝たので牛になったことがある。同脚本のあはれ!名作くんでも声優つながりか、名作くんが牛になっている。最終回前日となる第430回では再び別の中学に転校してしまったが、数か月後に引越し先から越境通学をすることとなった（第431回）。なお初期の髪型は先端が跳ね上がっていたが、第238回から跳ね上がらなくなった。一時期ツッコミに対する必要性とツッコミ役である自分たち一に対する悩みからスランプに陥り突っ込まなくなってしまうがアラキの一括と説得から再びツッコミ復活し始める。（その時アラキとモリノから「お帰り」と号泣されながら歓迎された。）
アラキ（由来：荒木雅博）
声 - 片山裕介（ヒカリゴケ）
イメージカラー ブルー
漫画に出てきそうなヒーローぶっている少年。赤い眼鏡に破れた制服を着ている。制服のボタンは全開。一人称は「オレ」。平熱38.5℃。祖父はすでに他界している。学級委員を務めるが、成績は良くない。毎日筋トレしているため運動神経はメンバーの中で一番優れている。家は貧乏。ヨシミの事が好きだが、ヨシミに彼氏ができたと聞いた際は酷く落ち込んだ。それからしばらく煙草を吸って「堕天使」と名乗っていた(が、煙草ではなく赤鉛筆だった)。アラキ親衛隊なるものがある（だが、アラキを馬鹿にしている発言がみられる）。5人組の中で全話を通してツッコミをしたことがない。両親は本編未登場だが、彼の母親は修行癖があり逃げ傷のない「百戦錬磨」らしく、父は東京に転勤中で別居しており動物園から逃げ出した虎を捕まえたことがあるらしい。髪は母が手刀で切っている。タイマンを張るたびに交友関係を増やしているらしく作中でも番長やヤンキー等と打ち解けあっている。
モリノ（由来：森野将彦）
声 - 中西茂樹（なすなかにし）
イメージカラー イエロー
5人の中で最も違和感がある少年。外見はどう見ても熊であるが本人は気付いていない。ただし、ハチミツが好きで冬眠も行う。ワダが指摘するも周囲は何事なく過ごしている。一人称は基本的に「ボク」だが、場合によっては「オレ」になる。普段はおっとりしているが、興奮すると口調が荒くなる。歌は音痴。学帽を被っている。テストで100点をとったが周りからカンニング扱いをされた。実は幼馴染のイナバのことが好き。Twitterを始め、番組公式としてファンとの懸け橋となっている。ももいろクローバーZのファンでもある。家は他の4人と比べて金持ち。両親はともに人間。少々猫背。父に伝説の勇者の血を引いていると言われている。カブトムシ（後述）に大木と間違われる。将来アイドルになるのが夢で自宅でアイドルデビューした時の練習をしている。背中に文字を書いて書いた文字をあてるクイズが得意。ワダがボケる時は彼がツッコむ場合が多い。かなりのドMであり、貞子に絞められて喜んだり、「マビノギ英雄伝」に登場するフィオナに投げてもらうことをせがんでいた。前述の見た目についてワダ以外では夏期講習の塾講師に指摘されいじられたことがある。（238回）
イバタ（由来：井端弘和）
声 - 片山裕介（ヒカリゴケ）
イメージカラー ピンク
瓶底メガネをかけてオネエ言葉で話す少年。下ネタが好きな同性愛者で、放送禁止用語を使った時もあった（その際、モスキート音で消された）。ワダの事を「ワダちん」と呼ぶ。特技はカポエラだが、その時だけ口調が荒く、誰も近寄れない。一人称は「ワタシ」。声マネが得意。一時期「3択仮面」というキャラクターを演じていた。最近では毒虫好きというキャラが定着し、かよチューラジオで“毒虫あるある”を披露していた。毒手らしい。「毒嗜好会」という毒が好きな会を作っており、会員番号は０番でポイズンネームは「ミッドナイトパープルイバタ」。 アラキに好意を抱いている。ツッコミ役に回ったこともまれにある。好みのタイプはマッチョで後に自身がマッチョになった。（その時はモリノを背負って登校した。）
ブランコ（由来：トニ・ブランコ）
声 - 中西茂樹（なすなかにし）
イメージカラー グリーン
見た目からしても黒人の少年であるが口ひげを生やしている。ハーフだがかなりの日本通。制服の第一ボタンを開いている。武士が使うような言葉（「～でござる」等）で話す（稀にイバタと同様にオネエ口調になることもある）。一人称は「拙者」。「DJラストサムライ」として担当する昼の校内放送に人気があり、かよチューラジオで視聴者からの質問に答えている。1度漏らしてブラウンコというあだ名がついたことがある。他に母（声 - 那須晃行）がいる。父は横浜に転勤のため単身赴任で離れている（トニ・ブランコが横浜DeNAベイスターズへ移籍したことにかかっている）。第1回では姿のみ登場しただけで一言も喋っておらず、紹介されたのは第2回だった。ルナという友達がいる。（５年ぶりに再会した時にはルナからは肺呼吸のブランコと呼ばれた）ワダやモリノが不在のときにはつっ込み役をつとめるこもしばしば。ファミレスに職業体験で行ったときには店長と客から「良い声だな」と評価された。忍者に憧れておりよく忍びのコスプレなどをしている。ワダ達と海水浴に行った際には水着ではなくふんどしを着用している。最初の時は日本語を喋っている外国人のような喋り方だったが、後に普通に喋っている。

### その他（5人と関連する人物など）
ワダ母
声 - 中西茂樹
ワダの母。名前はユミコ。髪型はパーマ。ワダに「息子を苗字で呼ぶな」と言われている。Twitterをしている。クレイジーピエロとワダにいつも呼ばれているらしい（ワダが否定したため真相は不明）。
アサオ（由来：浅尾拓也）
声 - 中西茂樹
中学校に迷い込んだオウム。普通に(？)人間の言葉を喋る。当初は「マサオ」と自分の名前を言っていたが、ワダ以外は「アサオ」と聞き間違えて呼び続けたことから、自らもアサオと名乗るようになった。アラキ、モリノに「ワダの家は貧乏」とからかわれ怒ったワダが「絶対飼ってやる!」と発言したため、ワダの家で飼われている。最初はワダを嫌って脱走したが、現在では和解している。
モリノの母
声 - 片山裕介
熊ではなく普通の人間。モリノやモリノの父にプロレス技を喰ららわせたり、「神の世界を作る」と言って家を出たりと理解不能な発言や行動が多い。
モリノの父
声 - 那須晃行
母と同様に熊ではなく普通の人間。モリノが勇者の血筋であると言い張り、先祖が出版した書物の印税が入ってくるので働いていない。
モリノの妹
声 - 紺野ぶるま
モリノと同様に見た目が熊であるが、モリノとの血縁関係はない。人間の年齢で8歳。話し方は訛りが強く、自分より下等と判断した人とは話もしない。アラキは上等と思われ会話したが、ワダとモリノ兄は下等と判断されている。
イナバ（由来：稲葉光雄）
声 - 紺野ぶるま
ワダのクラスメイト。外見はウサギだが、モリノ同様周囲に溶け込んでいる。モリノの幼馴染で、登校拒否をしていたが、モリノが学校に来るように説得し、登校するようになった。
イワセ先生とマサ先生（由来：岩瀬仁紀、山本昌）
声 - イワセ先生：那須晃行、マサ先生：中西茂樹
職員室で机が隣同士の二人。いつもマサ先生が話すことにイワセ先生が困惑している。イワセ先生は社会科教師であり、ワダ達のクラスの担任でもある。マサ先生は保健体育の教師であり、東北出身で訛りが強い。当初は職員室のみだったが、次第に5人組と絡むようになっていった。
ヒラタ（由来：平田良介）
声 - 国沢一誠（ヒカリゴケ）
別のクラスにいる少年。特技は怪談や前世当て。色白で目の下に隈があり、頭部に鉢巻きをし、火が付いたロウソクを差し込んでいる。本人曰く、「最近、出番が少ない。」。
吉見ヨシミ（由来：吉見一起）
声 - 矢田さん（キングレコード かよチュー広報担当）
ワダ達と同じクラスの女子生徒。クラスのほとんどの男子は吉見派であり、アラキは吉見のことが好き。ワダも「べっぴんさん」だと言っており、人気は高いと思われる。常に背を向け、左耳だけが見えている状態であり、顔は映っていない。
しゃけ子（由来：シャケ）
声 - 那須晃行
モリノの初恋の相手。首から上は鮭の胴体である。アラキ曰く、「独特なにおい」。元々は金城学院大学で同番組のプロデューサーが講師を務めるゼミに参加した学生が考案したキャラクターである。
ファミレスの店長と客
声 - 店長：那須晃行、客：片山裕介
ブランコが体験学習で訪れたファミリーレストラン「Reny's」で働く店長と、食事に訪れた客。なお、ファミレスの名前はももいろクローバーZのメンバー・高城れにとデニーズを掛けたもの。ブランコについては「良い声だな」と評価している。
番長
声 - 中西茂樹
アラキの噂を聞き付けタイマンを張る。平熱がどれだけ高いかを競い、数度サバを読むもアラキに負けるが、なぜか打ち解けていた。
ヤンキー
声 - 那須晃行
屋外でアラキと一触即発の状態になり互いを威圧するが、だんだん関係がよくなり、メル友となった。別の回でモリノに接触しているが、この時の副題が、「こう見えてアラキのメル友」となっている。
音楽の先生
声 - 片山裕介
歌が苦手なモリノに個人レッスンをさせる。きよし先生というあだ名が付けられている。
校長と教頭
声 - 校長：中西茂樹、教頭：片山裕介
ワダ達が通う中学校の校長と教頭。校長は集会での話が非常に長く、倒れる生徒が続出するほど。教頭は密かに校長の座を狙おうとしている。
オーシマ（由来：大島洋平）
声 - キンタロー。
2年1組の女子生徒。ワダのことを白い目で見ており、ど付き合いしようとしている。
登場前にかよチューラジオで声を披露している。
ルナ（由来：エクトル・ルナ）
声 - 片山裕介
ブランコの知り合いで5年ぶりに再会した。（その時ブランコに二足歩行のルナと呼ばれた。）現在は理髪店で働いているが、真夜中の3時に叩き起こしてきたアラキの髪を丸刈りにしたり、ワダの髪をジャンケンのチョキの手で切ろうとしたりするなど、腕は確かではない。

### その他 （5人組と関係しない話）
以下のキャラクターは不定期（当初は週の3～4日目）に出演となり、基本は1・2回だが、評判が良ければ複数回出演する。何らかの形で5人組と共演することもある。
赤ずきんさんとおばあさん
声 - 赤ずきんさん：中西茂樹、おばあさん：那須晃行
赤ずきんがオオカミ扮するお婆さんにいろいろ質問する。オオカミはお婆さんを食べ変装しているが、後にスノ雪姫（白雪姫）（声 - 片山裕介）に食べられ、以後は半透明の霊魂の状態で登場している。ちなみに口が大きいのを、聞かれていないが個性と言い張っている。オオカミの他に昔話に関係する人物も登場する（スノ雪姫の7人の妖精、ツンデレラ（声 - 片山裕介）、見難いアヒルの子（声 - 片山裕介）等）。
赤ずきんさんの親戚にモトノブおじさん（由来:谷繁元信）がいるが、酒が入るとすぐに寝てしまうため、来てもらいたくないらしい。（第115回に一枚絵で登場）また、赤ずきんさんは赤ずきんちゃんと呼ぶと怒るらしい。不定期登場のキャラクターとしては登場回数が多い。
DVD第4巻収録の長編でモリノと共演している。
にこ、くりん、しかくん、ゆるるん
声 - にこ：那須晃行、くりん、しかくん：中西茂樹、ゆるるん：片山裕介
ゆるキャラ。にこは猫、くりんはキリンに似たキャラクターで地面から顔だけ出している。しかくんは正方形に顔が描かれており、英検3級を持っているが、にこに微妙と突っ込まれる。ゆるるんは見た目もキャラ設定もゆるい。にこはそれらキャラクターに突っ込んだり、自らのキャラクター論を熱く語っている。
動物たち
アリ（声 - 中西茂樹）とアリクイ（声 - 那須晃行）（第135回）、2頭のゴリラ（第139回、第143回）、ハエ（声 - 片山裕介）とカブトムシ（声 - 那須晃行）（第195回）が登場している（ハエは292回新年の抱負で、カブトムシは239回虫とりで5人組と共演している）。
ドラキュラとハンター
ドラキュラと、ドラキュラを退治しようとするハンター。
なすなかにし（第199回）
声優を務めるお笑いコンビ。ステージ上で漫才を披露している。
ヒカリゴケ（第203回）
なすなかにし同様、片山が声優を務めるお笑いコンビ（国沢は不定期）。ステージ上で漫才を披露している。
寿司（第223回、第246回）
回転寿司のレーンに流れている寿司たちの話。「1」ではイクラの軍艦巻が後ろを流れる玉子に「貧乏くさいから離れろ」と言うが、前方を流れるエンガワに「一皿100円の時点で同じ価値しかない」と指摘される。「2」ではカルフォルニアロールが前方を流れるカッパ巻きの事を妖怪の河童だと思い込んでいる。事実を知り「日本人は嘘つきだ！」と激怒するも、当然カリフォルニアロールもカリフォルニアではない。
社長（第344回）
大企業の社長（声 - 那須晃行）が社長室でパターゴルフをしながら、無理に横文字の言葉を話しているのを部下（声 - 国沢一誠）に指摘される。モリノが未来にワープする為にゴリラの鳴きまねをしながらティーカップを割った。
鬼（第385回）
赤鬼（声 - 那須晃行）が青鬼（声 - 中西茂樹）に「鬼ごっこ」しようと誘うが、青鬼からの返事の理由に激怒する。
山田家（第390回）
引き籠もりの山田ナオミチ（由来：堂上直倫）（43歳）（声 - 那須晃行）が、新たに決まったアルバイトの初日を迎えるも、店長が自分より年下であることが嫌で金縛りで動けないと嘘を付くが、母（声 - 片山裕介）に見透かされる。
元々は数学の教科書にあった、山田が引き籠もる部屋の面積を求める問題文だった。（第389回教科書の朗読）
破廉恥和尚(296回.331回)
ケツ顎でサングラスをかけており、破廉恥な事を言った後に、「破廉恥、破廉恥！」と言うのが特徴である。また、ワダには「この番組には向いていない」と言われたことがある。モリノとイバタが弟子になっている。

### ゲスト
まれに有名人等とのコラボレーション作品を放映することがあるが、宣伝やタイアップによるものがほとんどである。なお、ゲスト出演のキャラクターの声は、その本人が担当している。（声の設定がないマスコットキャラクターを除く）
ももいろクローバーZ
第20回、第24回、第28回、第32回に出演。1stアルバム「バトル アンド ロマンス」のプロモーションを兼ねている。なお、収録中に彼女らがNGを出した際、なぜか中西が監督の新海に怒られていた。人気投票企画で主要キャラを抑えて1位にランクインする。
小島藤子
第33回 - 第35回に出演。ドラマ「明日の光をつかめ2」のプロモーションを兼ねている。
ヒャダイン
第86回、第87回に出演。3rdシングル「クリスマス?なにそれ?美味しいの?」のプロモーションを兼ねている。なお、同CDには「D.T.のうた feat. かよえ！チュー学」が収録されている。
JUN WATANABE（ZOZOTOWNクリエイティブディレクター）
第132回に出演。アパレルのオンラインショッピングサイトのZOZOTOWNに、同氏プロデュースのコラボＴシャツを始めとしたかよチューグッズ発売の宣伝を兼ねている。
ペガスター（中京競馬場公式マスコットキャラクター）
声 - 片山裕介
第219回の最後に出演。放送後の2012年7月8日に中京競馬場で開催されたイベントにモリノが来場した（中学生が馬券を購入することは禁止されている）。
だし丸くん(半田市観光マスコットキャラクター)
第261回に出演。監督の新海が半田市出身で、5年に一度開催の「はんだ山車まつり」が2012年10月に開催され、そのプロモーションを兼ねている。元々はweb限定で公開で、モリノによる解説が付け加えられていた。
アユカワアカネ先生(石原さとみ)
第184回 - 第187回に出演。映画『貞子3D』のプロモーションを兼ねている。かよチューが同映画に1秒間だけ映っている縁でコラボレーションが実現した。
安藤楓子(瀧本美織)
第374回 - 第376回に出演。映画『貞子3D2』のプロモーションを兼ねている。同映画にはかよチューは映っていないが、『貞子3D』とコラボ企画が好評だったため再びコラボレーションした。
貞子
第187回に出演。映画『貞子3D』のプロモーションを兼ねている。声の出演はない。モリノが呪いのビデオを見てしまい、貞子に絡まれる。
凪
第376回に出演。映画『貞子3D2』のプロモーションを兼ねている。声の出演はない。書いた絵が実際に起こってしまう。
angela
第249回に出演。東海ラジオの番組『angelaのsparking!talking!show!』のプロモーションを兼ねている。同番組では、「かよえ！スパキンチュー学」というかよえ！チュー学をリスペクトした企画も放送されていた。
グランパスくん
声 - 片山裕介
第307回・第311回に出演。サッカー・Jリーグの名古屋グランパスとのコラボレーション企画。
吉田君とレオナルド博士
第380回に出演。映画『鷹の爪GO』の宣伝として出演した。吉田君が突然学校に現れ、ワダとモリノに人気になる秘訣を伝授した（あまり参考にならない）。レオナルド博士も登場し、同じ熊キャラのモリノにキャラが被っていると言った。鷹の爪も同番組と同じDLEのアニメだが、蛙男商会が他のDLEアニメに出演するのはこれが初となる。
座敷ボウラー（金井貴史・和田佑）
第411回「現代っ子」に出演。本人としてではなく、映像に出てくる少年のシューヘイ（由来：高橋周平）と座敷童役を演じている。他に那須が大声を出すシューヘイを叱る母を演じている。
チームしゃちほこ
第415・416回に出演。大須を歩くワダの前に突然現れ自己紹介する。（第415話）名古屋の魅力をワダに伝えるが、かなり間違っている。（第416話）元は2013年12月29日に放送されたスペシャル番組で、本編出演を賭け、声優陣をおもてなしした結果、出演が決まったものである。
ムートン伊藤
第425回『別れの日』で、魔界へ転校（？）する同級生のサタン役を演じている。

### パロディ
放送200回を越えた辺りから、既存の作品に登場するキャラクターが本編中に登場することがある。
にことキャラクター（第44回）
2匹の会話の中で、ネコをモチーフとしたキャラクターの例として、トムとジェリー・ドラえもん・ハローキティの名を一部ぼやけさせて出した。その際に各キャラクターをシルエットで登場させている。
こぶとりじいさん（第174回）
昔話。同名の童話のパロディ。
残すな！お米つぶくん（第205回、288回）
「かよチュー人気投票」（第204回）にて第10位にランクイン。釈然としないワダが、第205回でこのアニメを見て涙する。登場キャラクターは、お米つぶくん（声 - 片山裕介）とこびたくん（声 - 国沢一誠）、しずかちゃんポジションの女の子（声 - キンタロー。）。「ドラえもん」のパロディ。第165回ではアラキとワダの会話中に「ドラえもん」の名前が登場している。
パン工場の従業員（第206回、410回）
声 - 那須晃行
ブランコとイバタが体験学習で訪れたパン工場で働く。「アンパンマン」に登場するジャムおじさん、バタコさん、めいけんチーズに容姿が似ている。また、第74回ではアンパンマンらしきシルエットが登場している。
未来からタイムスリップしてきた少年（第214回、228回、341回、342回、343回、346回）
声 - 片山裕介
街中でブランコに話しかける。容姿は「ドラゴンボール」のトランクスに似ている。モリノを勇者と呼んで一緒に未来に来てくれるよう懇願する。
世紀末（第225回）
ワダ達の会話の中で、「北斗の拳」の主人公・ケンシロウと、北斗の拳に出てくるザコキャラに似たキャラクターが登場している。
海賊アニメ（第227回）
赤ずきんさんとオオカミの会話の中で、「ワンピース」の主人公・モンキー・D・ルフィに似たキャラクターが登場している。放送では目元だけを隠していたが、DVD7巻ではシルエットの状態に書き換えられている。
夏期講習（第238回）
ワダとモリノが受けた夏期講習で、東進ハイスクールの講師・苑田尚之に似た講師（声 - 片山裕介）が登場している。作中では科目が英語になっているが、苑田の本来の担当科目は物理である。また、作中のセリフは同じ東進ハイスクールの安河内哲也（英語）と林修（現代文）の名言を使用している。モリノに対して行った一言にワダは「この先生は信用できる」「この塾ええで」と高く評価している。
ツルさんの恩返し（第266回）
昔話。鶴の恩返しのパロディ。ただしツルは出て来ず、舞台は現代である。
教育番組すっぽぽん（第270,282,319回）
同番組のキャラクターぴよまる（声 - 片山裕介）と暗黒（声 - 那須晃行）がテレビの前の子供たちに話しかける。暗黒が子供番組とは思えない発言をくりかえすが、なぜか暗黒の人気が高いことをぴよまるが妬んでいる。東海テレビで放送中の教育番組『すくすくぽん!』とタイトルが似ている。彼らの等身大パネルにワダとモリノが顔ハメしているシーンがあった。（269回）

## その他
番組開始2年目からはイベント、かよチュー全校集会が開催されている。
- 2012年3月11日 - 第1回 DLE本社（東京都千代田区）
- 2012年4月21日 - 第2回 松竹芸能新宿角座（東京都新宿区）
- 2012年7月29日 - 第3回 テレピアホール（名古屋市東区）
- 2012年11月4日 - かよチュー秋の課外授業 （「東海テレビ秋のわんだほ感謝祭」会場・久屋大通公園エンゼルステージ・名古屋市中区）
- 2012年2月22日 - かよえ！チュー学電子コミック発売記念 夜の課外授業（本屋B&B・東京都世田谷区）
- 2013年10月26・27日 - 拡散希望！「かよチュー」わんだほ課外授業（「東海テレビわんだほ感謝祭2013」会場・久屋大通公園エンゼルステージ・名古屋市中区）
- 2013年11月30日 - かよチュー秋の全校集会!! in ユナイテッド・シネマ豊洲（東京都江東区）

番組内でキャラクター人気投票が行われた。登場回数を問わずに全てのキャラクターを対象にした結果、ゲストが上位を占める予想外の結果となった。
1. ももいろクローバーZ
2. ヒャダイン
3. ハエ
4. ワダ
5. アラキ
6. イナバ
7. モリノ
8. イバタ
9. ブランコ
10. にこ
11. ゴリラ
12. 番長
13. 赤ずきん

更に5人組以外で数回しか出ていないキャラクター（地味キャラ）を対象とした人気投票が行われたが、なぜかブランコが上位を獲得する予想外の結果となった。
1. ファミレスにバイト（体験学習）してるブランコ
2. イナバ
3. 暗黒
4. お米つぶ君
5. スノ雪姫

2013年2月22日に、番組をモデルにした4コマ漫画の公開を開始。（原作・新海岳人／漫画・谷口菜津子）ソニーのReaderStore、auブックパスで配信されている。不定期で声優陣のアテレコが行われる。一時期、テレビで放送中にデータ画面で毎回1話ずつ見られるようになっていた。

## 声の出演
声優陣については全員松竹芸能所属のお笑い芸人が務めている。
- 中西茂樹（なすなかにし）
- 那須晃行（なすなかにし）
- 片山裕介（ヒカリゴケ）
  - 基本的に上記3名で複数のキャラクターの声を演じ、事前に声を収録して映像を作成するプレスコの手法を取っている。他に以下の3名やゲストを呼ぶこともある。
- 紺野ぶるま
- キンタロー。
  - 出演頻度は少ない。主に女性役として出演。
- 国沢一誠（ヒカリゴケ）
  - 女性陣同様、出演頻度は少ない。メインのヒラタ役の他、チョイ役として出演。

## スタッフ
- 監督・脚本 - 新海岳人
- 脚本 - ミドリノマゴ・ウメノマゴ
- イラスト - JUN OSON
- 制作 - かよチュー実行委員会（キングレコード、東海テレビ放送、ピーエムドットスリー、 幻冬舎、DLE）

## 楽曲
2012年より番組オリジナルソングが制作・公開された。
「かよチューのうた」
作詞 - 新海岳人 / 作曲 - ヒゲドライバー
放送で1週間に1人ずつ紹介。iTunes、レコチョクで5人まとめたフルバージョンが配信されている。当初はかよチューチュートレインというタイトルが付いていたが、レコチョク配信開始に伴い変更された。
「ある意味で卒業」
作詞 - 新海岳人 / 作曲 - 井上拓
放送で4週に渡って歌詞を紹介。毎回、あることを止める時を“卒業”と当てはめ、ワダ（那須）が卒業に至るまでの葛藤をまるでラブソングのように歌い上げている。放送はカラオケの実写映像のように作られ、モリノが女性と共に出演している。
出演女性：ある意味で卒業 for ココ（補助輪） - 小泉ここ／ある意味で卒業 for アリサ（ガラパゴスケータイ） - 藤嵜亜利沙／ある意味で卒業 for アオイ（サビ抜き） - 権藤葵／ある意味で卒業 for ミツミ（シャンプーハット） - 広村美つ美／ある意味で卒業 for みちゃこ（オムツ） - 村瀬みちゃこ
「オーシマのラブソング」
作詞 - 新海岳人 / 作曲 - 渡部チェル / 歌 - オーシマ（キンタロー。）
2013年11月27日から放送で3週に渡って公開。ワダが曲中にツッコミとして参加している。11月30日よりiTunes、レコチョクでフルバージョンが配信されている。
「D.T.のうた feat. かよえ！チュー学」
作詞・作曲 - 前山田健一 / 歌 - ヒャダイン
2011年公開。思春期に感じる童貞男子の心情を歌い上げている。Youtubeとニコニコ動画において、アニメーションPVを公開した。曲はヒャダインのシングル、「クリスマス?なにそれ?美味しいの?」に収録されている。

## インターネットとの連携
- Facebook - かよチューのアカウントが存在しており、東海テレビで放送された作品は順次Facebook上で公開される[1]。
- Twitter - モリノやこの作品の監督･脚本を務める新海岳人がアカウントを取得しており、宣伝している。
- YouTube - かよチューのアカウントが存在しており、順次アップロードされている。なお、第128話目からは本編を流した後にチャンネル登録を促すメッセージが流れる。チャンネル登録者は10000人を突破した。また、過去の作品も公開されているが、DVDに収録された話は随時削除していく予定である。
- ニコニコ動画（現在は更新終了） - ニコニコ生放送で毎週金曜日深夜（土曜日午前）0時より、過去の作品を流した後に出演者が裏話などを語る、かよチューラジオが配信されていた。
- AbemaTV - 「深夜アニメ」チャンネルにて2話同時配信されている。

## 関連商品

### DVD
スターチャイルドよりDVDが全14巻発売されている。各巻に映像特典として「かよチューイッキ見反省会」とオリジナル長編が収録されている。DVD化に合わせ、内容の一部変更や未収録の回がある。
| 巻数 | 発売日         | DVDに収録された回                                                                                        | DVDオリジナルストーリー  | 映像&音声特典 |
| ---- | -------------- | --- | ------------------------ | --- |
| 1    | 2011年10月26日 | 第1 - 32・36 - 40回                                                                                      | モリノ家                 | ももいろクローバーZコメンタリー！ |
| 2    | 2011年12月21日 | 第41 - 72回                                                                                              | モリノとアラキ〜出会い〜 | かよえ！マビノギ英雄伝 1 - 3話 |
| 3    | 2012年2月22日  | 第73 - 104・108回                                                                                        | モリノの初恋             | かよえ！マビノギ英雄伝 第4 - 6話 かよチューラジオ 第1 - 12回                                                                                          |
| 4    | 2012年4月25日  | 第105 - 107・109 - 136回                                                                                 | 赤ずきんさんとモリノ     | 「D.T.のうた feat.かよえ！チュー学」PV かよえ！マビノギ英雄伝 第7 - 9話 かよチューラジオ 第13 - 23回                                                  |
| 5    | 2012年6月27日  | 第137 - 167回                                                                                            | モリノの進路相談         | かよチューラジオ 第24 - 31回 |
| 6    | 2012年9月26日  | 第168 - 198回                                                                                            | 勇者モリノ               | かよチューラジオ 第32 - 42回 かよチュー全校集会in名古屋の映像                                                                                         |
| 7    | 2014年2月12日  | 第199 - 230回・かよチューのうた「ワダ」「アラキ」                                                        |                          | かよチューラジオ 第43 - 47回 「かよチューのうた」フルバージョン 監督&声優によるかよチュートーク！（前編） かよチュー人気投票結果発表 ロングバージョン |
| 8    | 2014年2月12日  | 第231・238 - 261・267回 かよチューのうた「イバタ」「ブランコ」「モリノ」                                 |                          | かよチューラジオ 第48 - 52回 「ある意味で卒業」フルバージョン 監督&声優によるかよチュートーク！（後編）                                               |
| 9    | 2014年3月12日  | 第262- 266・268 - 274・276 - 282・285 - 292・301回 ある意味で卒業「forミツミ」「forアオイ」              |                          | かよチューラジオ 第53 - 57回 かよチュー全校集会inユナイテッドシネマの映像                                                                             |
| 10   | 2014年3月12日  | 第275・283・284・293 - 300・302 - 309・311 - 319回 ある意味で卒業「forアリサ」「forココ」「forみちゃこ」 |                          | かよチューラジオ 第58 - 62回 「かよチュー×チームしゃちほこSP」DVDバージョン かよチュー年越し座談会2012                                                |
| 11   | 2014年9月10日  | 第320 - 323・325 - 330・332・333・335・336・338 - 346 352・353・356・371・373回                          |                          | かよチューラジオ 第63 - 65回 監督＆声優陣によるかよチュートーク！SEMIFINAL かよチュー年越し座談会2013                                                 |
| 12   | 2014年9月10日  | 第324・331・334・337・347 - 351・354・355・357 - 359 361 - 370・372・377・378回                          |                          | かよチューラジオ 第66 - 68回 監督＆声優陣によるかよチュートーク！FINAL 「オーシマのラブソング」フルバージョン                                         |
| 13   | 2014年10月8日  | 第379 - 391・393 - 395・397 - 399・401 - 403 413・414 - 424・425回・オーシマのラブソング1/2/3            | ねらわれたチュー学       | かよチューラジオ 第69 - 72回 |
| 14   | 2014年10月8日  | 第392・396・404 - 412・415 - 423・426 - 最終回                                                           | くりかえす卒業式前日     | かよチューラジオ第73 - 76回 |